# 쇼 특급
《쇼 특급》은 대한민국 KBS에 방송했던 음악·쇼 프로그램이다.

## 방송 시간
| 방송 채널 | 방송 기간                         | 방송 시간                           | 비고 |
| --------- | --------------------------------- | ----------------------------------- | ---- |
| KBS 1TV   | 1987년 3월 7일 ~ 1987년 7월 18일  | 매주 토요일 저녁 6시 30분 ~ 8시     |      |
| KBS 1TV   | 1987년 7월 25일 ~ 1988년 3월 19일 | 매주 토요일 저녁 6시 50분 ~ 8시     |      |
| KBS 1TV   | 1988년 3월 26일 ~ 1988년 4월 9일  | 매주 토요일 저녁 7시 50분 ~ 9시     |      |
| KBS 1TV   | 1988년 4월 16일 ~ 1988년 4월 30일 | 매주 토요일 저녁 6시 50분 ~ 8시     |      |
| KBS 1TV   | 1988년 5월 8일 ~ 1989년 3월 5일   | 매주 일요일 저녁 7시 50분 ~ 9시     |      |
| KBS 1TV   | 1989년 3월 11일 ~ 1989년 5월 27일 | 매주 토요일 밤 8시 ~ 9시            |      |
| KBS 1TV   | 1989년 6월 10일 ~ 1990년 4월 7일  | 매주 토요일 밤 9시 30분 ~ 10시 30분 |      |

## 역대 진행자
1대(초대)
- 박일규 김혜란 (첫 회 ~ 1987년 10월 10일)

2대
- 이주일 (1987년 10월 24일 ~ 1988년 4월 30일)

3대
- 박일 최연희 (1988년 5월 8일 ~ 10월 30일)

4대
- 박일 김혜리 (1988년 11월 6일 ~ 1989년 3월 5일)

5대
- 김세환 김혜리 (1989년 3월 11일 ~ 1989년 10월 14일)

6대
- 송승환 옥소리 (1989년 10월 21일 ~ 1990년 4월 7일)
- 1988년~1989년 임시 남자 진행자: 김동건

## 같이 보기
- 쇼 여러분 - 전작
- 쇼 토요특급 - 후속작